# Dobroselica (Čajetina)
Dobroselica (em cirílico: Доброселица) é uma vila da Sérvia localizada no município de Čajetina, pertencente ao distrito de Zlatibor, na região de Stari Vlah. A sua população era de 368 habitantes segundo o censo de 2011.

## Demografia
| 1948 | 1953 | 1961 | 1971 | 1981 | 1991 | 2002 |
| ---- | ---- | ---- | ---- | ---- | ---- | ---- |
| 1200 | 1286 | 1197 | 971  | 752  | 541  | 405  |